# Kannan
Kannan (né en 1992, mort le 24 janvier 2020) est un cheval KWPN de saut d'obstacles, de robe bai foncé. Fils de Voltaire (par Furioso II) et de Cemeta, il est monté par Michel Hécart, et stationné au Haras de la Roque. Après une blessure, Kannan est inapte à courir des Grand Prix internationaux. Il est vendu en 2010 en Angleterre pour la reproduction exclusivement. Il est  l'un des grands représentants du stud-book KWPN.
Il meurt à l'age de 28 ans d’une crise cardiaque.

## Description
Kannan est un étalon de robe bai foncé, inscrit au stud-book du KWPN. Il toise 1,72 m. Michel Hécart le décrit comme ayant « La force, la locomotion et la sérénité d'un grand cheval. Le respect et l'intelligence des vrais chevaux de concours. La souplesse, l'équilibre et la très bonne bouche des chevaux faciles ».

## Palmarès
Avec Michel Hécart
- 2000 : Vainqueur de la Coupe des Nations de Lisbonne au Portugal, 2e par équipe de la Coupe des Nations de Gijón en Espagne et 5e du Grand Prix du CSI-3*.
- 2001 : Vainqueur de la Coupe des Nations de La Baule en France
- 2003 : 3e du Championnat de France Pro1
- 2004 : 2e du Grand Prix du CSI-3* de La Courneuve en France, 4e de la Coupe des Nations de Rome en Italie, 4e du Grand Prix du CSI-4* de la Corogne en Espagne, 2e du Grand Prix du CSI-4* de Gijón en Espagne, 3e du Grand Prix Coupe du monde de Moscou en Russie, 5e du Grand Prix du CSI-3* de Chantilly en France, 11e du Grand Prix Coupe du Monde de Genève en Suisse, 2e du Grand Prix du CSI-5* de Jardy en France, Membre de l'équipe vainqueur de la Samsung super league
- 2005 : Champion de France Pro1 et 2e du Grand Prix du CSI-2* de Deauville en France

Source : page sur la FFE de Michel Hécart 

## Descendance
Depuis 2010, Kannan est classé parmi les 12 meilleurs pères de gagnants en CSO au classement mondial WBFSH. Ses descendants brillent sur tous les terrains de concours internationaux.
Il est le père de Quabri de l'Isle et de Nino des Buissonnets, champion olympique à Londres avec Steve Guerdat, mais également de nombreux champions sur le circuit jeunes chevaux tels que Néo d'Aunou, Original du Plessis (Champion des 5 ans à la Grande Semaine de Fontainebleau), Ouf du Plessis (Finaliste à 5 ans et à 6 ans), Padock du Plessis (Champion des 4 ans à la Grande Semaine de Fontainebleau) et Nobl de l'Hermitage. Il est l'un des plus sollicités et sûrs parmi les pères de chevaux de saut d'obstacles[réf. nécessaire]. Parmi les 5 meilleurs ISO des chevaux de 4 ans, on retrouve 3 Kannan[Quand ?].